# Phloeolaemus punctulaticollis
Phloeolaemus punctulaticollis là một loài bọ cánh cứng trong họ Laemophloeidae. Loài này được Hetschko miêu tả khoa học năm 1929.